# The Void - Allarme nucleare
The Void - Allarme nucleare (The Void) è un film del 2001 diretto da Gilbert M. Shilton.

## Trama
La fisica Eva Soderstrom scopre che il dott. Thomas Abernathy sta per creare un buco nero artificiale che metterebbe in pericolo l'intero pianeta. Eva è doppiamente sconvolta, poiché si tratta del medesimo esperimento che anni prima era costato la vita a suo padre.
Con l'aiuto del dottor Price farà di tutto per annullare la catastrofe.